# Bengalia hobbyi
Bengalia hobbyi este o specie de muște din genul Bengalia, familia Calliphoridae, descrisă de Senior-white în anul 1940. Conform Catalogue of Life specia Bengalia hobbyi nu are subspecii cunoscute.